# ريتشارد كروكس
ريتشارد كروكس (بالإنجليزية: Richard Crooks)‏ هو مغني أوبرا أمريكي، ولد في 26 يونيو 1900، وتوفي في 29 سبتمبر 1972 في بورتولا فالي في الولايات المتحدة بسبب سرطان.

## وصلات خارجية
- ريتشارد كروكس على موقع ميوزك برينز (الإنجليزية)
- ريتشارد كروكس على موقع ديسكوغز (الإنجليزية)